# Gemeiner Steinpilz
Der Gemeine Steinpilz (Boletus edulis), auch Fichten-Steinpilz, Herrenpilz, Edelpilz  oder in Ostbayern und Böhmen Dobernickel genannt, ist eine Pilzart aus der Familie der Dickröhrlingsverwandten und Typusspezies der Gattung Dickröhrlinge. Die Fruchtkörper haben meist einen bräunlichen Hut, weiße bis olivgelbliche Poren, eine helle Netzzeichnung am Stiel und weißes, nur sehr selten auf Druck oder bei Verletzung blauendes Fleisch. Der Pilz bildet mit zahlreichen Laub- und Nadelbäumen eine Mykorrhiza, häufig lebt er mit Fichten in Symbiose. Er ist auf weiten Teilen der Nordhalbkugel verbreitet und wurde durch den Menschen auch in einigen Ländern der Südhalbkugel eingeführt. Der Gemeine Steinpilz hat eine große Bedeutung als Speisepilz und wird kommerziell gehandelt.

## Merkmale

### Makroskopische Merkmale
Der Fichtensteinpilz bildet große, in Hut und Stiel gegliederte Fruchtkörper. Die Färbung und Form der Fruchtkörper ist variabel.
Der Hut erreicht einen Durchmesser von 6 bis 25, manchmal 30 Zentimetern. Ausnahmen können aber noch deutlich darüber liegen. Der Hut ist dickfleischig, jung halbkugelig, später polsterförmig, konvex bis abgeflacht ausgebildet; der Rand kann auch aufgebogen sein. Die Oberfläche ist auch im jungen Zustand glatt und nicht filzig, allerdings manchmal etwas bereift und bei Nässe und im Alter etwas schleimig. Bei Trockenheit kann die Huthaut felderig, in kleine Schollen aufreißen; sie lässt sich kaum abziehen. Der Hut besitzt im jungen Stadium einen weißlichen, bei älteren Fruchtkörpern einen haselnuss- oder maronenbraunen Ton, wobei stets ein gelblicher oder weißer Rand erhalten bleibt; seltener ist die Oberseite rotbraun oder dunkelbraun gefärbt. Sehr junge Exemplare, die unter Lichtabschluss herangewachsen sind, besitzen eine helle Färbung. Bei Lichtarmut kann der Hut weiterhin weiß bleiben.

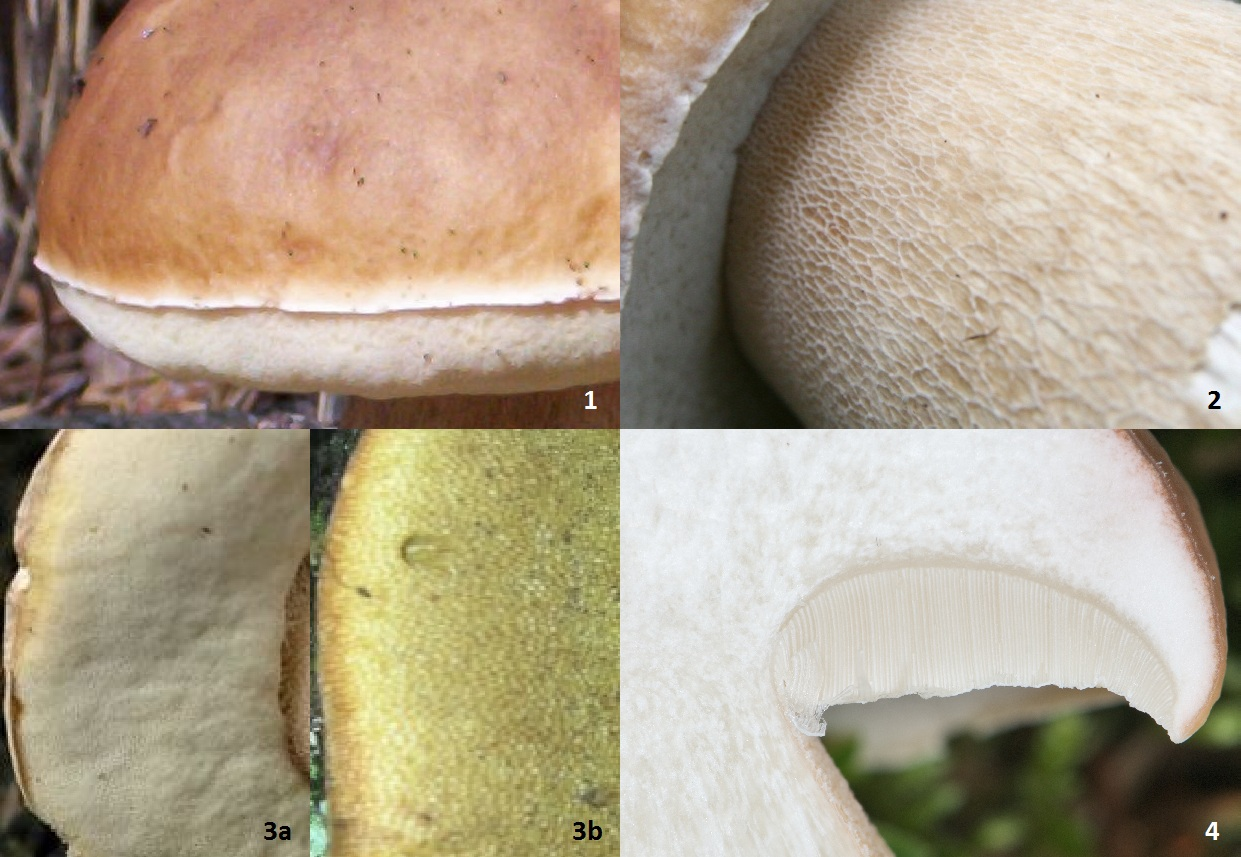
Detailaufnahmen einiger Merkmale: der braune Hut mit weißem Rand (1), das weiße Stielnetz (2), weißliche Poren bei jüngeren Exemplaren (3a) und gelb-grüne Poren im Alter (3b) sowie das weiße, nicht verfärbende Fleisch (4)

Der robuste Stiel ist zwischen 5 und 15, bei einigen Exemplaren auch bis zu 20 Zentimeter lang und erreicht einen Durchmesser von zwei bis acht oder gar zehn Zentimetern an der Basis und zwei bis maximal vier Zentimetern am oberen Teil. Jung ist er in aller Regel dick und bauchig, manchmal sogar massiger als der Hut, bei älteren Exemplaren zylindrisch, bauchig oder keulig geformt. Bei einer hohen Streuschicht aus Laub oder hohem Moosbewuchs können die Stiele lang und dünn werden, damit die Sporenausbreitung nicht beeinträchtigt wird. Beobachtet wurde auch, dass sie auf festen Böden meist kurz und breit sind, wohingegen sie auf weichem Untergrund schmaler werden. Die Oberfläche ist weiß bis bräunlich überfasert und mit einem feinen, etwas erhabenen weißen Netz überzogen. Meist reicht diese Zeichnung nur etwa bis zur Stielmitte und verblasst im Alter; an der Stielspitze bleibt sie jedoch in der Regel erhalten. Diese Entwicklung ist mit dem Wachstum des Stieles begründet. Anfangs besitzt das Netzmuster die gleichen strukturellen Abmessungen wie die Röhren des Hymenophors. Mit zunehmendem Längen- und Dickenwachstum des Stiels weiten sich die Netzmaschen vor allem im unteren Teil des Stiels. Da die Stielspitze weniger wächst, bleiben die Maschen dort feiner und rundlich.
Das Fleisch ist bei jungen Exemplaren weiß und fest, im Alter unter der Huthaut oft etwas bräunlich und schwammig. Es besitzt einen milden nussartigen Geschmack und keinen besonderen Geruch. Es verfärbt sich bei Bruch oder Anschneiden nicht oder selten bläulich beziehungsweise grünlich. Die feinen Röhren (0,2–0,7 Millimeter im Durchmesser) sind zehn bis vierzig Millimeter lang und wie die Poren zunächst weiß gefärbt; sie können vor allem im Alter den Hutrand überragen. Mit zunehmender Reife der Sporen nehmen sie einen cremefarbenen bis grün-gelben Ton an. Die Röhren sind am Stiel ausgebuchtet angewachsen, lassen sich leicht vom Hut ablösen und blauen auf Druck nicht oder selten nur sehr schwach.

### Mikroskopische Merkmale
Die Sporen haben bei einer Größe von 12,5–17(19) × 4,5–5,5 Mikrometern eine spindelig-elliptische Form und eine glatte Oberfläche. Sie sind hell grünlichgelb getönt und mit Tropfen versehen. Ihr Sporenkoeffizient (Verhältnis von Sporenlänge zu -breite) liegt zwischen 2,7 und 3,5; das mittlere Volumen beträgt 172 Kubikmikrometer. In Kaliumhydroxid (KOH) färben sie sich blass braun und in Melzers Reagenz ocker mit grün-grauer Schattierung, werden jedoch später ocker bis schwach dextrinoid (weinrot färbend). Das Sporenpulver besitzt eine dunkel olivbraune Färbung. Die Basidien sind keulig geformt und messen 30–47 × 8–10 Mikrometer. Sie besitzen vier oder seltener zwei Sterigmen ohne Basalschnallen. In KOH erscheinen sie hyalin.
Die Fruchtkörper besitzen Cheilo- und Pleurozystiden in der Größe von 35–70 × 5,5–10 Mikrometern. Sie sind spindelig schlank oder flaschenförmig, selten eher keulig-blasig; ihre Oberfläche ist glatt und dünnwandig. In KOH erscheinen sie hyalin sowie in Melzers Reagenz blass gelblich. Außerdem lassen sich im Stielnetz sehr variable Kaulozystiden finden, die spindelförmig bis fast zylindrisch ausgebildet sind.
Die Hutdeckschicht besteht aus braun pigmentierten, unregelmäßig verwobenen Hyphen, teilweise stehen 3–6 Mikrometer breite Hyphenenden hervor, die sich bald niederlegen. In KOH erscheint sie wegen fehlender Pigmente hyalin, gallertartig. Die Hyphen darunter sind flockig und 8 bis 15 Mikrometer breit. In KOH färben sich deren Wände ocker; in Melzers Reagenz sind sie inamyloid (nicht violett oder Schwarz färbend). Die Septen der Hyphen besitzen keine Schnallen. Die Hyphen des Röhrentramas sind gallertartig und laufen teilweise vom Hauptstrang heraus. Das Hymenophor ist flüchtig amyloid.
Das Myzel bildet bei der Ektomykorrhiza einen zweischichtigen Mantel mit einer Dicke von je 16 bis 20 Mikrometern um die Pflanzenwurzeln. Das Hartigsche Netz ist gut ausgebildet; es durchdringt zwei Zellschichten der Wurzelhaut. Das Geflecht ist hell gelb-braun bis bräunlich gefärbt und besitzt unregelmäßig verteilt herausstehende Hyphenenden. Die Oberfläche des Myzelmantels ist glatt und mit dicht angeordneten Zystiden oder einem Netz aus Hyphen bedeckt. Im Querschnitt ist der Rand des Mantels kompakt und uneben. Er ist häufig mit 20 Mikrometer langen flaschenförmigen Zystiden besetzt, die an der erweiterten Basis bis zu sechs Mikrometer breit sein können; sie sind einzeln oder in Gruppen angeordnet. Manche besitzen warzige Vorsprünge an den Enden.

## Artabgrenzung
Neben den verwandten Arten besitzt der Fichtensteinpilz Ähnlichkeit mit dem Gemeinen Gallenröhrling (Tylopilus felleus) und dickstieligen Exemplaren des Maronen-Röhrlings (Imleria badia). Eine Verwechslung mit Ersterem hat für Pilzsammler insofern eine größere Bedeutung, als eine ganze Mahlzeit mit einem einzigen Pilz verdorben werden kann. Er unterscheidet sich durch ein dunkles Stielnetz und die im Alter rosafarbenen Poren; Sicherheit bringt eine Kostprobe des Fleisches oder schon das Lecken an einer Schnittstelle. Der Maronen-Röhrling ist durch einen ungenetzten, bräunlich marmorierten Stiel und bei Druck charakteristisch blauende Röhren zu unterscheiden. Eine Verwechslung mit dem Maronen-Röhrling oder einem der anderen Steinpilze wäre unproblematisch, da diese Arten allesamt als gute Speisepilze gelten. Eine weitere Verwechslungsmöglichkeit besteht mit dem giftigen Satans-Röhrling.
In Nordamerika gibt es noch einige weitere Arten, die dem Fichtensteinpilz ähnlich sind. Boletus variipes ist meist bei Eichen zu finden, hat einen beigefarbenen oder blass gelbbraunen, trockenen Hut und das Stielnetz ist meist stärker ausgeprägt. Der Pilz ist essbar, dem Fichtensteinpilz geschmacklich aber unterlegen. Xanthoconium separans (Boletus separans) ist durch gelbe Poren und meist einen violetten Ton im Stiel gekennzeichnet; Xanthoconium affine (Boletus affinis) besitzt weiße bis gelbe, aber keine grünlichen Poren und einen rotbraunen Hut mit gelben Flecken. Beide Arten sind essbar.

## Ökologie

### Symbiosepartner

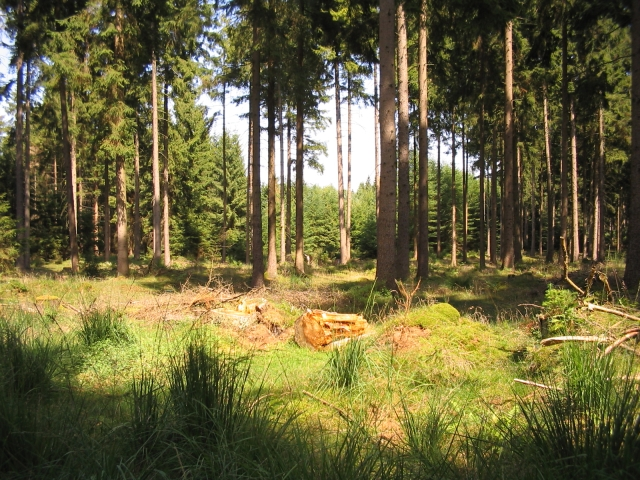
Mit Fichten (Picea) bewachsene Wälder und Forste bilden einen typischen Lebensraum für den Fichtensteinpilz

Der Fichtensteinpilz ist, wie die anderen Arten der Gattung Boletus, ein Mykorrhiza-Pilz, der mit zahlreichen Pflanzenarten über die Ektomykorrhiza eine Symbiose eingehen kann. In Europa sind dies vor allem im Bergland in erster Linie Fichten und im Flachland Laubbäume wie Eichen und Buchen, daneben Kiefern, Birken, Tannen, Hainbuchen, Kastanien und Linden. Im Speziellen befinden sich darunter Waldkiefer, Hänge-Birke, Stiel-, Trauben- sowie Sumpf-Eiche, Rotbuche und Edelkastanie. Der Fichtensteinpilz ist meist in den Wäldern, aber auch an Waldrändern der kollinen bis montanen Höhenstufen zu finden. Außerhalb von Wäldern bei einzelnen Bäumen, in Parkanlagen, Gärten und ähnlichen Biotopen ist er eher selten anzutreffen.
Die Mykorrhiza zwischen dem Pilz und der Wirtspflanze ist während des Lebens der Pflanze variabel. Der Pilz bevorzugt ältere Wälder mit einem Alter zwischen 20 und 40 Jahren. Seltener kommt er in über 60 Jahre alten Beständen vor. Beobachtungen von Wäldern dieses Alters ergaben, dass sich das Vorkommen des Fichtensteinpilzes auch im selben Wald über einen längeren Zeitraum verringern kann. In solchen ist stattdessen der Maronen-Röhrling häufiger anzutreffen. Ein Zusammenhang mit der Veränderung der Mykorrhiza ist bisher jedoch nicht nachgewiesen. Eine Erklärung ist in der Zunahme der Streu- und Humusschicht zu sehen, die bei einem geschlossenen Kronendach auftritt; diese bewirkt eine Verringerung der Fruchtkörperproduktion (siehe den Abschnitt Aufbau des Bodens). Folglich sind offene, sonnige Orte für den Fichtensteinpilz geeignet. Der Maronen-Röhrling ist hingegen ein Pilz, der gern in nährstoffreichen, mineralhaltigen Böden mit dicker Streu- und Humusschicht vorkommt.

### Begleitfunga

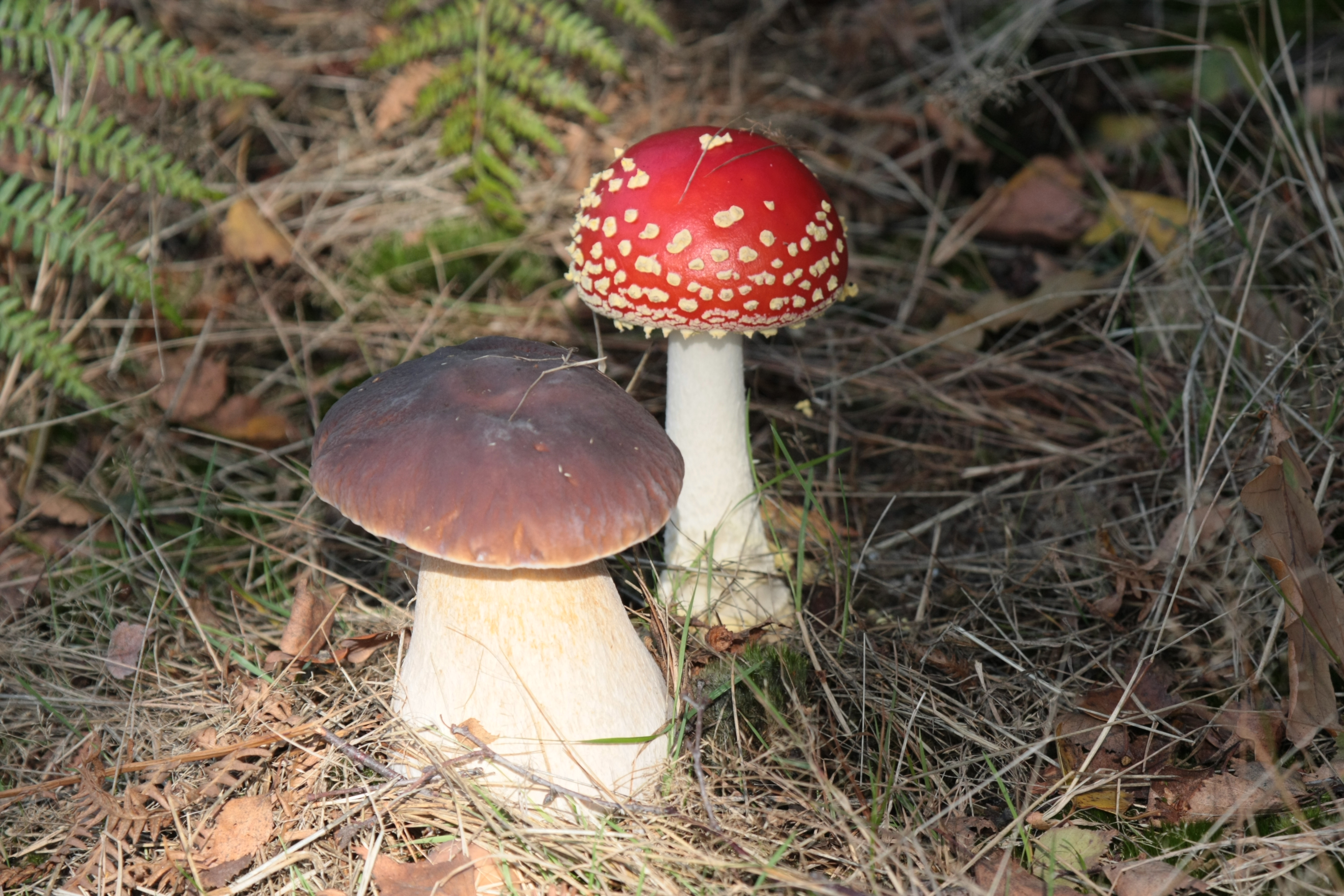
Der Fichtensteinpilz ist oft gemeinsam mit dem Fliegenpilz anzutreffen.

Der Fichtensteinpilz ist häufig zusammen mit dem Fliegenpilz (Amanita muscaria) oder dem Mehl-Räsling (Clitopilus prunulus) zu finden. Unter anderem in Ostasien, Nordamerika und einigen Ländern Europas wurde er auch in der Nähe des Perlpilzes (Amanita rubescens) gefunden. Außerdem wurde vom gemeinsamen Auftreten des Fichtensteinpilzes mit dem Grauen Wulstling (Amanita spissa) bei der Monterey-Kiefer in Neuseeland berichtet. Die Beobachtungen lassen vermuten, dass andere Pilze den Lebenswandel des Fichtensteinpilzes beeinflussen und biologische Zusammenhänge bestehen. Dies konnte jedoch bisher für keinen vermeintlich in Verbindung stehenden Pilz nachgewiesen werden. Daher ist es naheliegender, dass das gemeinsame Auftreten durch ähnliche Boden- und Witterungsansprüche der Arten begründet ist.

### Bodenansprüche
Der Pilz ist vor allem in Wäldern mit saurem bis neutralem Boden zu finden. Auf basischem Untergrund kommt er nur vor, wenn dieser oberflächlich versauert ist. Der pH-Wert des Substrates beträgt für die obersten 20 Zentimeter durchschnittlich etwa 4,2; Extremwerte liegen bei circa 3,5.:48 Untersuchungen mit Reinkulturen ergaben, dass der optimale pH-Wert für das Myzelwachstum etwas höher liegt als für die Fruktifikation (Fruchtbildung). Sandige und lehmige Böden werden ebenfalls angenommen und auch die Durchwurzelbarkeit des Substrates spielt eher eine untergeordnete Rolle. So ist der Fichtensteinpilz unter anderem mit Braunerden, Parabraunerden, Rendzinen und Rankern zu finden. Gemieden werden hingegen zu trockene und zu feuchte Bedingungen.
Untersuchungen ergaben, dass die Menge an Mineralstoffen in den Böden, in denen der Fichtensteinpilz wächst, sehr unterschiedlich sein kann. Die einzigen wiederkehrenden Merkmale sind eine mittlere bis sehr hohe Menge an Eisen und ein meist hoher Anteil an Kohlenstoff sowie ein hohes C/N-Verhältnis. Laboruntersuchungen haben gezeigt, dass Kohlenstoff für das Myzelwachstum unbedingt erforderlich ist.
Zwischen den Böden der einzelnen Mykorrhiza-Partner wurden einige signifikante Unterschiede festgestellt: Die extrahierbare Menge an Eisen, die verfügbaren Mengen an Calcium und Schwefel sowie das Verhältnis zwischen Kohlenstoff und Stickstoff im Boden von Rotbuchen sind höher als in Böden ohne diese Baumart. Im Boden von Traubeneichen ist die Gesamtmenge an Stickstoff höher und zugleich das C/N-Verhältnis geringer als in anderen Böden. Hänge-Birken in Symbiose mit dem Fichtensteinpilz befinden sich auf Böden mit höherer verfügbarer Menge an Calcium, Schwefel und organischem Kohlenstoff sowie einer hohen Gesamtmenge an Stickstoff. Der Vergleich mit den Gegebenheiten des Bodens des Kiefern-Steinpilzes (Boletus pinophilus) ergab keine bedeutenden Unterschiede.:49

### Phänologie

#### Jahreszeitliche Bedingungen

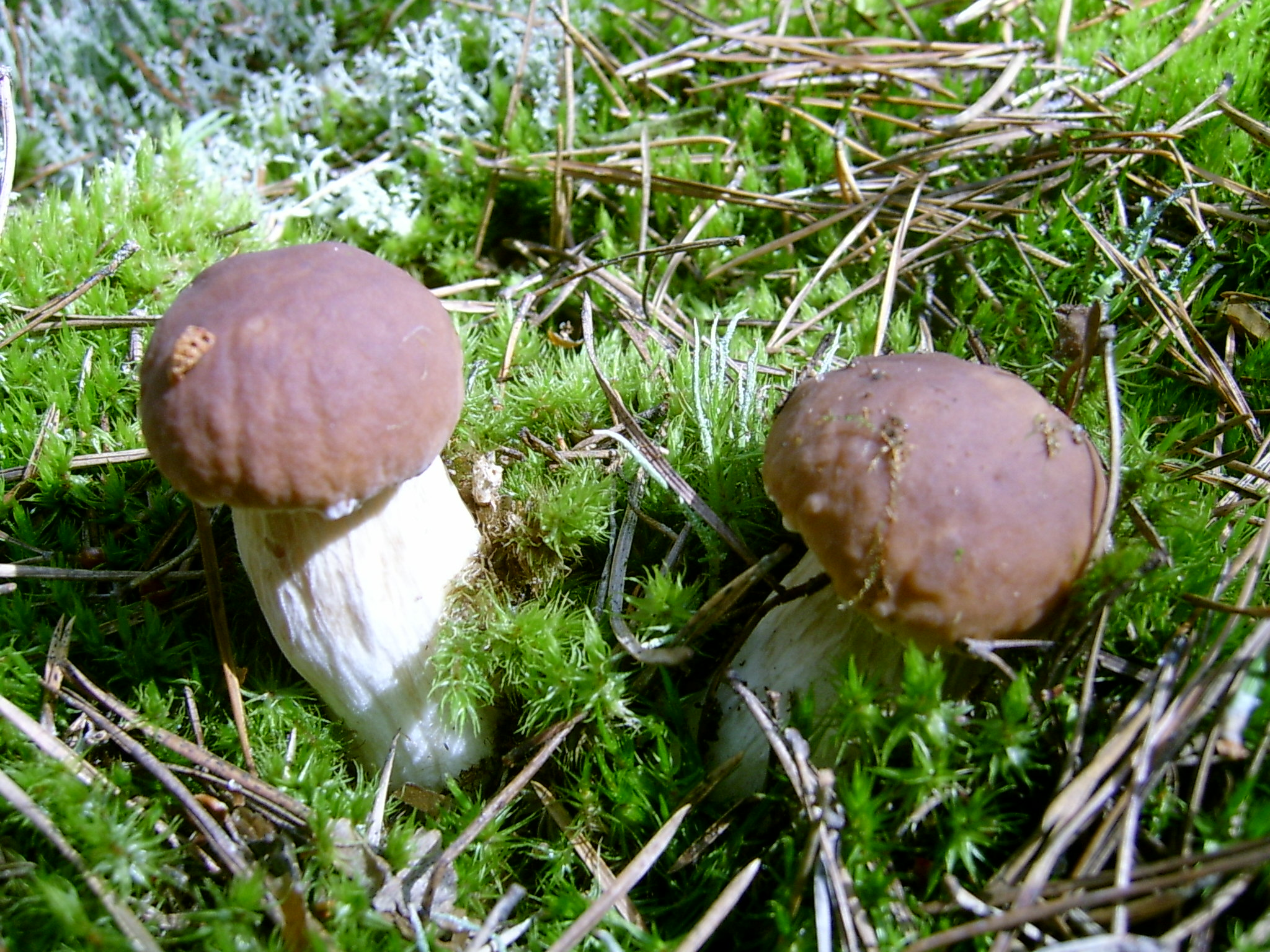
Wenige Tage alte Fruchtkörper des Fichtensteinpilzes

Auswertungen der Fruktifikationsperioden in verschiedenen Regionen ergaben, dass die Bildung der Fruchtkörper von einem Sinken der Temperatur und einer erhöhten Feuchtigkeit abzuhängen scheint.:51 Diese Bedingungen sind beispielsweise nach etwas Regen während eines warmen Sommers und stärkeren Regenfällen im kühleren Herbst erfüllt. So ergeben sich die regionalen Zeitspannen für das Erscheinen der Fruchtkörper.
Beobachtungen ergaben, dass die Menge der produzierten Fruchtkörper auch in Jahren mit besseren Bedingungen geringer sein kann als in Jahren mit ungünstigeren Bedingungen. Als Ursache wird vermutet, dass im Myzel genügend Nährstoffe und bioaktive Substanzen angereichert wurden, die für die Fruktifikation ausreichend sind. Andererseits könnten Lebenszyklen des Pilzes dafür verantwortlich sein.
In Mitteleuropa erscheinen die Fruchtkörper in der Regel vereinzelt ab Juni oder sogar im Mai, in größeren Mengen ab August bis etwa Oktober. Es können häufig als Schwemme bezeichnete Wachstumsperioden auftreten, aber auch über mehrere Jahre anhaltende Fruktuationspausen. Stärkere Nachtfröste beenden meist die Fruktifikation, allerdings können in manchen Gegenden mehrere Jahre lang einzelne Exemplare auch noch im November oder Dezember gefunden werden.
In Großbritannien beispielsweise wachsen die Fruchtkörper zwischen August und Oktober. Im Jahr 1991 blieb die Fruktifikation nach einem trockenen Sommer und einem frühen, trockenen Herbst weitgehend aus. Im neuseeländischen Christchurch, wo die Fruktifikation von Ende Februar bis Mitte Mai andauert, wurde die Fruchtkörperbildung 1994 durch einen trockenen Herbst unterbrochen. Eine Bewässerung auf dem Campus der University of Canterbury sorgte lokal für eine erneute Wachstumsperiode. In Nordkalifornien beginnt die Bildung der Fruchtkörper nie vor Anfang November und setzt sich bis Ende Dezember fort.

#### Wachstum
Der Durchmesser des Hutes kann an einem Tag über zwei Zentimeter zunehmen; durchschnittlich beträgt der tägliche Zuwachs etwa neun Millimeter. Untersuchungen ergaben, dass die Fruchtkörper relativ resistent gegenüber ungünstigen Bedingungen sind. Die Zuwachsrate wird vor allem von der minimalen Luft- und Bodentemperatur beeinflusst. Da die Temperaturen während der Nacht am niedrigsten sind, ist das Wachstum in dieser Zeit am größten. Die optimale relative Luftfeuchtigkeit für das Wachstum der Fruchtkörper beträgt etwa 60 Prozent oder mehr, wobei die Zuwachsraten umso höher sind, je höher die Luftfeuchtigkeit ist. Ein Defizit an Wasser in den Fruchtkörpern, das über einen Tag hinweg entstanden ist, kann während trockenerer Nächte nicht ausgeglichen werden. Wenn die Luftfeuchtigkeit am Tag zu niedrig und die Temperatur zu hoch sind, wachsen die Fruchtkörper ebenfalls vorwiegend während der Nacht; dieses Wachstum kann bis zu dreimal höher als die Tagesrate sein. Bei Feuchtigkeitswerten unter 40 Prozent wird das Wachstum unterbrochen. Die Entwicklung der Fruchtkörper verhindern außerdem längere Trockenperioden, plötzliche Temperaturabfälle auf Werte um null Grad Celsius sowie Frost.
Die Fruchtkörper wachsen meist in einem Abstand von 1 bis 2,5 Metern vom Stamm der Wirtspflanze entfernt. Es stellt sich heraus, dass die Fruchtkörper schneller vertrocknen, wenn sie sehr lange der Sonneneinstrahlung – vor allem mittags – ausgesetzt sind. Somit sind Standorte, die während des Tages teilweise schattig sind, günstiger für die Entwicklung. Fruchtkörper, die von Insektenlarven befallen wurden, wachsen eher über einen kürzeren Zeitraum und werden oft etwas kleiner als unbetroffene Exemplare.

#### Aufbau des Bodens
Mehrere Studien ergaben, dass das Entfernen der Streuschicht, der oberen Humusschichten sowie der krautigen Pflanzen eine Zunahme der Produktion von Fruchtkörpern bewirkt. Diese Tatsache wird damit begründet, dass beim Entfernen des Materials das dichte und kompakte Wurzelsystem der Draht-Schmiele entfernt wurde, die die Produktion von Fruchtkörpern verhindert. Als weiterer Grund wird die Abnahme des Stickstoffgehaltes im Boden gesehen, der während der Untersuchung festgestellt wurde. Bekräftigt wird diese Annahme durch Beobachtungen von mit Stickstoff gedüngten Kiefernbeständen, bei der eine Abnahme der Fruchtkörperproduktion ermittelt wurde. Auch die Menge des Stickstoffs in den Kiefernadeln beeinflusste die Produktion der Fruchtkörper. So kann der Fichtensteinpilz dennoch in dichten Streuauflagen gefunden werden. Eine andere Studie zeigt zwar, dass eine derart umfangreiche Beseitigung der Bodenschichten die Zahl der produzierten Fruchtkörper verringert; die meisten Fruchtkörper entstehen bei geringeren Eingriffen. Allerdings wird darauf hingewiesen, dass eine sichere Aussage über eine Veränderung erst nach mehr als zwei Jahren getroffen werden kann. Über den Effekt einer Zugabe von Bodenmaterial gibt es unterschiedliche Auffassungen; es wurde eine vermindernde oder keine Auswirkung auf die Produktion der Fruchtkörper beobachtet.

#### Zusammenhänge mit dem Myzel
Untersuchungen ergaben, dass nicht unter jedem Fruchtkörper das zugehörige Myzel zu finden ist. Dies ist auch der Fall, wenn der Pilz eine ausgeprägte Mykorrhiza mit dem entsprechenden Baum eingegangen ist. So können über der Erdoberfläche Fruchtkörper der Gattung Boletus stark vertreten sein, obwohl sie vergleichsweise wenig unterirdisches Myzel besitzen. Die Ursache dafür wird in der ökologischen Nische vermutet, die die Pilze besetzen. Diese sind verschieden – je nachdem, ob sie bei der Symbiose eher in der Rhizosphäre, im Boden oder anderen Bereichen auftreten. Folglich lässt sich anhand der Verbreitung und der Masse des Myzels im Boden nicht auf die Menge der Fruchtkörper schließen, die produziert wird. Aus den Beobachtungen lässt sich außerdem folgern, dass das Myzel nach der Bildung der Fruchtkörper verschwindet. Dieser Vorgang wurde bisher jedoch noch nicht untersucht.

### Schädlinge und Fraßinsekten

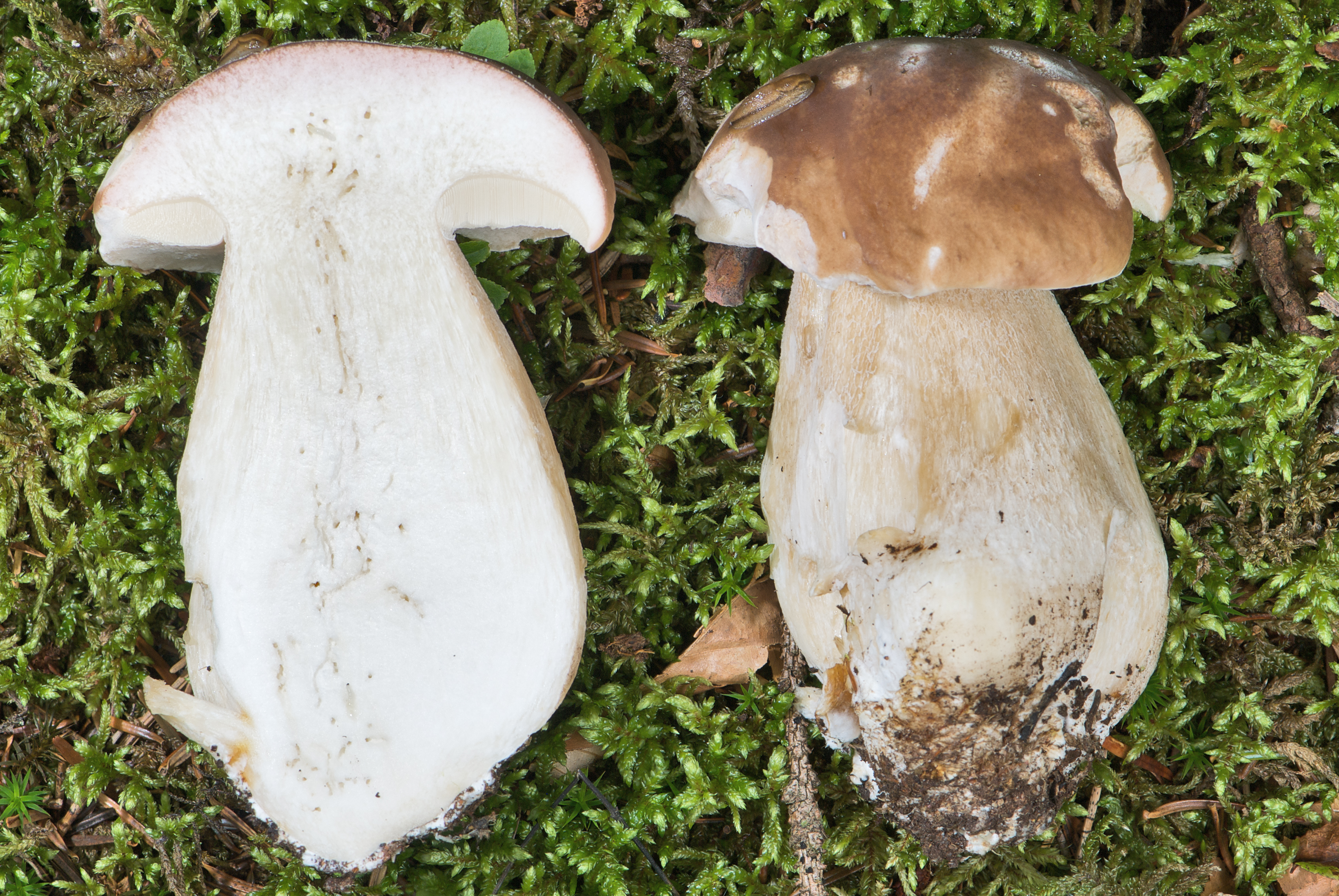
Das Fleisch dieses Fruchtkörpers wurde von Insektenlarven angefressen.

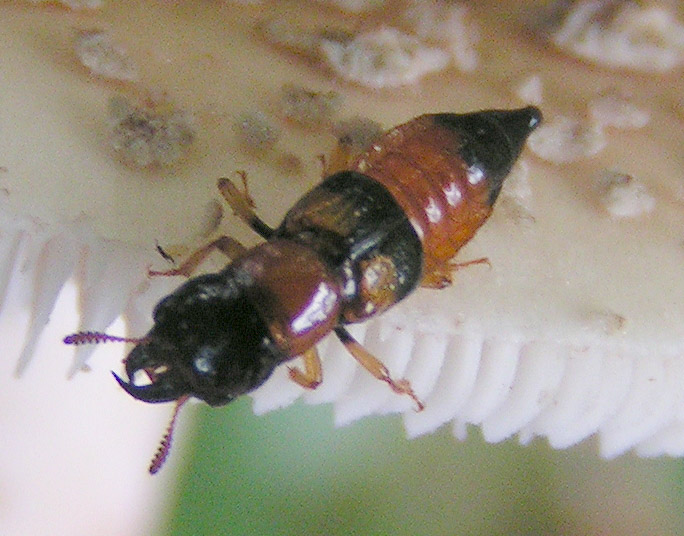
Der Rote Bunträuber ist ein Schädling des Fichtensteinpilzes. Hier auf einem Perlpilz

Zu den Schädlingen des Fichtensteinpilzes gehört unter anderem Sepedonium chrysospermum:46, die Nebenfruchtform des Goldschimmels (Hypomyces chrysospermus). Dieser bildet einen zunächst pulverig weißen, schimmelartigen Überzug, der sich anschließend goldgelb und schließlich rotbraun verfärbt. Er beginnt an der Stielbasis oder den Poren und breitet sich anschließend über den gesamten Fruchtkörper aus. Dabei wird das Fleisch des Fichtensteinpilzes zersetzt und erhält eine weiche Konsistenz. Der Goldschimmel ist in Jahren hoher Feuchtigkeit am häufigsten, aber selbst dann ist die Zahl der betroffenen Fruchtkörper nicht hoch. Über die Giftwirkung des Schimmelpilzes ist wenig bekannt. Das Verzehren getrockneter Fichtensteinpilze hat in einigen Fällen Bauchschmerzen ausgelöst, die auf den Goldschimmel zurückgeführt wurden.
Weitere Schädlinge sind verschiedene Pilzfliegen sowie weitere Insekten und deren Larven. Dazu zählen unter anderem Arten der Gattungen Bolitobius und Atheta sowie Gyrophaena poweri, Bolitochara lunulata und der Rote Bunträuber (Oxyporus rufus), manchmal auch der Gemeine Mistkäfer (Geotrupes stercorarius).
Ein Befall noch unbekannter virusähnlicher Partikel, manchmal auch als Viren bezeichnet,:46 bewirkt eine Krankheit, die sich durch relativ dicke Stiele und kleine Hüte äußert. Die betroffenen Fruchtkörper sind häufiger von Maden, Bakterien und anderen Pilzen befallen als gesunde Pilze. Das Krankheitsbild wurde erstmals 1969 beobachtet und tritt meist in Regionen hoher Feuchtigkeit auf. Der Befall hat ein vermindertes Fruchtkörperwachstum zur Folge, bisweilen bleibt die Bildung der Fruchtkörper vollständig aus.

## Verbreitung

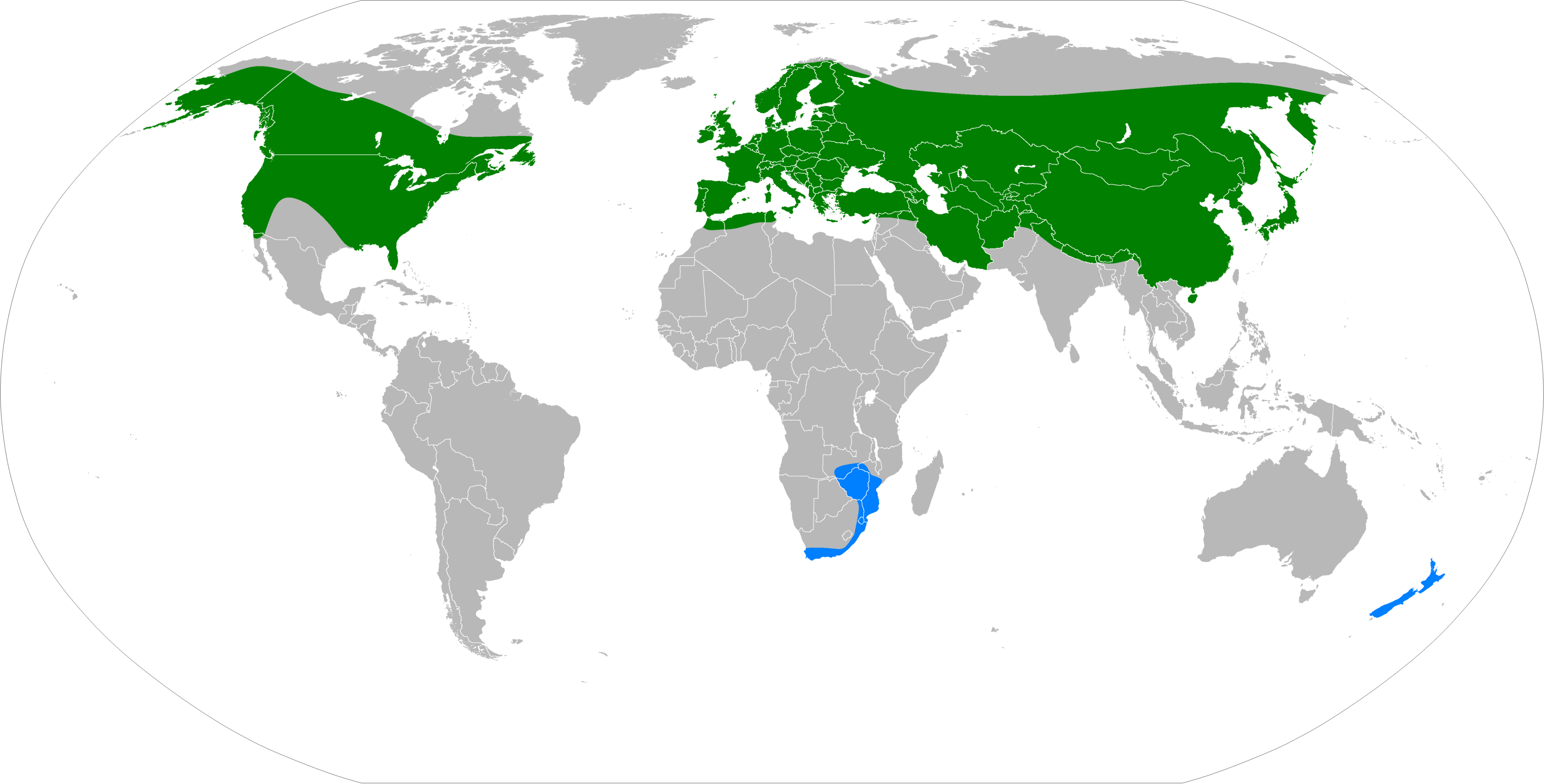
Vermutliche Verbreitung des Fichtensteinpilzes
Natürliche Verbreitung
Eingeführt

### Natürlich
Der Fichtensteinpilz ist in natürlicher Weise auf der Nordhalbkugel in großen Teilen Europas bis nach Marokko, in Asien sowie in Nordamerika und Mexiko verbreitet.
Er besitzt in Europa eine mediterrane bis arktische Verbreitung und kommt von Nord-Skandinavien bis in den äußersten Süden von Italien und Griechenland vor. Der Pilz ist allgemein verbreitet und überall häufig; in Deutschland besitzt er ein dichtes Vorkommen.
Der Fichtensteinpilz ist in allen Höhenstufen anzutreffen, wobei er bis in die hochmontanen Lagen häufig ist, jedoch in der planaren Stufe bis 300 Meter deutlich seltener. Nur etwa sieben Prozent der Vorkommen befinden sich bis zu 350 Meter über dem Meeresspiegel. Beispielsweise in Baden-Württemberg hat der Fichtensteinpilz von allen dort vorkommenden Röhrlingen die höchstgelegenen Vorkommen. Es gibt Berichte über einen Bestandsrückgang des Fichtensteinpilzes, ein spürbarer Rückgang oder eine Gefährdung sind jedoch nicht festzustellen.
In Nordamerika ist der Fichtensteinpilz in den Vereinigten Staaten nach Westen etwa bis zum Bundesstaat Mississippi sowie unter anderem in Maine und New Jersey im Nordosten verbreitet. In den Rocky Mountains kann er bis in eine Höhe von 3.500 Metern gefunden werden. Außerdem ist er in Kalifornien anzutreffen, wo er in den Wäldern der Küste, in trockenen Eichenwäldern und Eichensavannen sowie in hohen Bergwäldern aus gemischten Nadel- und Laubbäumen vorkommt.
In Asien ist der Pilz unter anderem in China anzutreffen, wo er von Heilongjiang im Nordosten bis zum Yunnan-Guizhou-Plateau und Tibet im Südwesten verbreitet ist. In letzterem Gebiet ist der Pilz in Höhen zwischen 200 und 1500 Metern anzutreffen. Verbreitung findet er darüber hinaus in Hainan und Japan. Auch im Himalaya kommt der Pilz vom Nordwesten des Gebirges über Nepal bis nach Arunachal Pradesh im Osten vor. In Vorderasien reicht die Verbreitung in den Osten bis Afghanistan.

### Anthropogen
Auf der Südhalbkugel kommt der Pilz nicht natürlich vor, jedoch wurde er in Neuseeland, Südafrika, Kenia und Simbabwe eingeführt.
In Neuseeland ist er vor allem in einem 80 Quadratkilometer großen Gebiet um die Stadt Christchurch in einem Höhenbereich zwischen dem Meeresspiegel und 280 Metern verbreitet.:46 Dort wurde er vermutlich vor über 100 Jahren durch europäische Siedler an den Wurzeln von Eichen, Buchen oder Birken eingebracht, als Mitte des 19. Jahrhunderts exotische Bäume im Gebiet um Christchurch gepflanzt wurden. Danach hat sich der Pilz in zwei großen Parks und auf einem Gelände des Ministry of Works ausgebreitet und findet sich heute in großen Teilen der Stadt Christchurch.
In Südafrika ist der Fichtensteinpilz am Kap der Guten Hoffnung und im Süden der KwaZulu-Natal Midlands in Höhen zwischen 900 und 1500 Metern verbreitet.:46 Auch in Simbabwe wurde der Pilz eingeführt; wahrscheinlich mit importierten Kiefern. Er ist vor allem bei Stapleford und dem Nyangui in der Provinz Manicaland verbreitet.
In einigen Quellen wird auch Australien zu den Verbreitungsgebieten gezählt. Im Jahr 1979 wurde vom Vorkommen des Fichtensteinpilzes auf diesem Kontinent berichtet. Allerdings gibt es dafür bisher keinen Nachweis im Herbarium der Royal Botanic Gardens in Melbourne. 1996 wurden im unteren Teil des Mount Wellington einige Fruchtkörper gefunden, die zunächst für den Fichtensteinpilz gehalten wurden, jedoch stellte sich heraus, dass es sich dabei um den Gemeinen Birkenpilz (Leccinum scabrum) handelte.:47

## Systematik
Die Einteilung in Formen und Arten ist bei den Steinpilzen seit jeher sehr schwierig. Franz Kallenbach soll in seiner Monografie über Röhrlinge die Bearbeitung des Steinpilzes immer wieder hinausgeschoben haben, so dass er später nicht mehr zu dessen Darstellung gekommen sei. Noch heute gehen die Meinungen der Autoren zur systematischen Gliederung der Steinpilze auseinander.
Da der Fichtensteinpilz, ebenso wie andere nah verwandte Arten, als Speisepilz sehr begehrt ist, hat er nicht nur von Biologen, sondern auch durch Gastronomen große Aufmerksamkeit erhalten. Folglich entstanden zahlreiche Taxa, die häufig nur auf einem ökologischen Merkmal, wie der Mykorrhiza-Partner, oder sehr veränderlichen morphologischen Eigenschaften, wie die Farbe des Hutes, basieren. Vor allem für die dem Fichtensteinpilz ähnlichen Taxa ist die Zahl der beschriebenen Arten und ihm untergeordnete (intraspezifische) Taxa recht hoch. Van der Linde stellte 2004 fest, dass diese Merkmale überschätzt werden, was durch phylogenetische Analysen im Jahr 2008 bestätigt wurde; die variablen Eigenschaften sind durch starke ökologische und morphologische Unterschiede innerhalb der Art begründet. Dazu zählen das Auftreten unter Laub- als auch unter Nadelbäumen sowie unter anderem weiße Varianten. Zu den beschriebenen Arten, die eigentlich dem Fichtensteinpilz (Boletus edulis) untergeordnet werden sollten, gehören B. betulicola, B. persoonii, B. quercicola und B. venturii. Sie sind molekulargenetisch kaum von B. edulis zu unterscheiden, obwohl sie äußerlich und in ihren Mykorrhiza-Partnern sehr variabel sind. Darüber hinaus gibt es zunächst als untergeordnet definierte Taxa, die heute als eigenständige Arten angesehen werden.
Andere Autoren kommen zu dem Ergebnis, dass die makroskopischen, mikroskopischen und ökologischen Unterschiede einiger Taxa derart markant sind, dass der Status auf Artrang gerechtfertigt ist, auch wenn sie sich genetisch nicht trennen lassen. Dies betrifft u. a. B. betulicola und B. pinetorum.

### Äußere Systematik

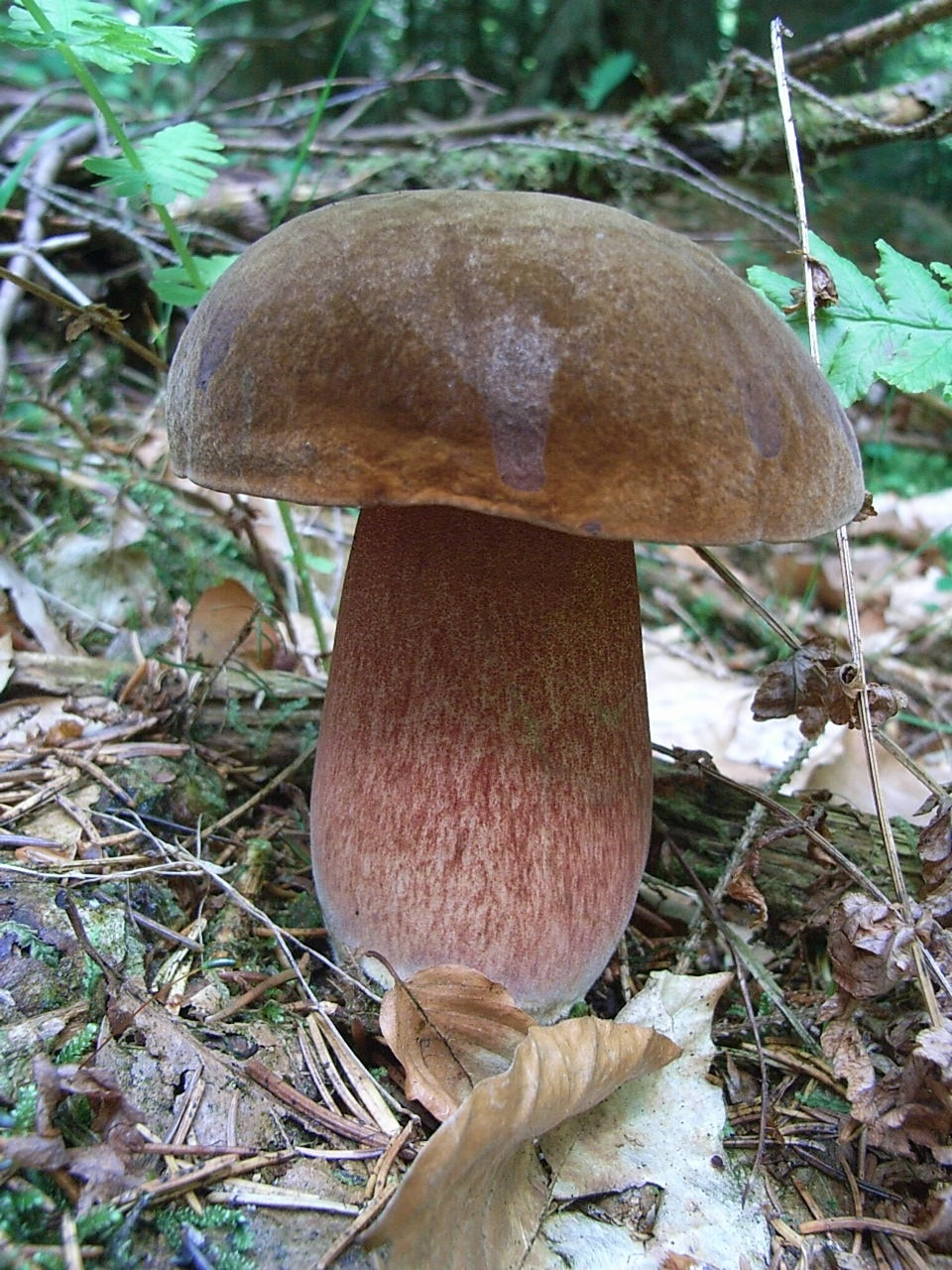
Der Flockenstielige Hexen-Röhrling (Boletus erytropus) ist ein naher Verwandter des Fichtensteinpilzes.

Früher gehörte der Fichtensteinpilz innerhalb der Gattung Boletus s. l. zur Sektion Boletus, die durch die weiße bis olive Farbe der Poren und der Netzzeichnung auf dem Stiel gut von dem restlichen Teil der Gattung abgegrenzt war. Nach neueren phylogenetischen Erkenntnissen war die Gattung Boletus polyphyletisch. Die Gattung wurde deshalb 2014 aufgespalten und die meisten Arten in andere Gattungen überführt. Nur die Steinpilze verblieben in der Gattung Boletus. Bisher sind für Europa je nach Artauffassung außer dem Fichten-Steinpilz drei bis fünf weitere eigenständige Arten anerkannt, die zuvor als Unterarten von Boletus edulis geführt wurden. Im Jahr 2008 konnten sie durch molekulare phylogenetische Analysen bestätigt werden, da sie sich in ihren molekularbiologischen Eigenschaften gut von B. edulis unterscheiden lassen. Weil die Arten für Laien meist nur schwierig zu unterscheiden sind, werden sie häufig nur als Steinpilz bezeichnet. Meist sind die Arten bereits mit bloßem Auge durch die unterschiedlich beschaffene Hutdeckschicht zu unterscheiden. Drei weitere Arten, die zunächst ebenfalls zu Boletus edulis s. l. geordnet wurden (B. rex-veris später zu B. pinophilus, B. regineus zu B. aereus) und diesem ähnlich sehen, sind in Nordamerika zu finden. Drei andere, die etwas deutlicher von Boletus edulis zu unterscheiden sind, wurden ihm zunächst ebenfalls zugeschrieben: Boletus fibrillosus, Boletus mottiae und Gastroboletus subalpinus. Weitere verwandte Arten sind unter anderem die Hexen-Röhrlinge und der Schönfuß-Röhrling (Caloboletus calopus).
Die Verwandtschaftsverhältnisse einiger ausgewählter Arten lassen sich nach einem Alignment der ITS-Sequenzen von Fruchtkörper und Myzel wie folgt in einem Kladogramm darstellen.
|  | Fichtensteinpilz (B. edulis)      |
|  |                                   |
|  | Kiefern-Steinpilz (B. pinophilus) |
|  |                                   |

|  | Bronze-Röhrling (B. aereus)       |
|  |                                   |
|  | Sommer-Steinpilz (B. reticulatus) |
|  |                                   |

|  | Fichtensteinpilz (B. edulis)      |
|  |                                   |
|  | Kiefern-Steinpilz (B. pinophilus) |
|  |                                   |

|  | Bronze-Röhrling (B. aereus)       |
|  |                                   |
|  | Sommer-Steinpilz (B. reticulatus) |
|  |                                   |

|  | \| \| Starkriechender Röhrling (Lanmaoa fragrans) \| \| \| \| \| \| Schönfuß-Röhrling (Caloboletus calopus) \| \| \| \| |
|  | |
|  | Flockenstieliger Hexen-Röhrling (Neoboletus erytropus)                                                                  |
|  | |
|  | Starkriechender Röhrling (Lanmaoa fragrans)                                                                             |
|  | |
|  | Schönfuß-Röhrling (Caloboletus calopus)                                                                                 |
|  | |

|  | Starkriechender Röhrling (Lanmaoa fragrans) |
|  |                                             |
|  | Schönfuß-Röhrling (Caloboletus calopus)     |
|  |                                             |

|  | Rosahütiger Röhrling (Rubroboletus rhodoxanthus)  |
|  |                                                   |
|  | Netzstieliger Hexen-Röhrling (Suillellus luridus) |
|  |                                                   |

|  | \| \| Starkriechender Röhrling (Lanmaoa fragrans) \| \| \| \| \| \| Schönfuß-Röhrling (Caloboletus calopus) \| \| \| \| |
|  | |
|  | Flockenstieliger Hexen-Röhrling (Neoboletus erytropus)                                                                  |
|  | |
|  | Starkriechender Röhrling (Lanmaoa fragrans)                                                                             |
|  | |
|  | Schönfuß-Röhrling (Caloboletus calopus)                                                                                 |
|  | |

|  | Starkriechender Röhrling (Lanmaoa fragrans) |
|  |                                             |
|  | Schönfuß-Röhrling (Caloboletus calopus)     |
|  |                                             |

|  | Rosahütiger Röhrling (Rubroboletus rhodoxanthus)  |
|  |                                                   |
|  | Netzstieliger Hexen-Röhrling (Suillellus luridus) |
|  |                                                   |

|  | Fichtensteinpilz (B. edulis)      |
|  |                                   |
|  | Kiefern-Steinpilz (B. pinophilus) |
|  |                                   |

|  | Bronze-Röhrling (B. aereus)       |
|  |                                   |
|  | Sommer-Steinpilz (B. reticulatus) |
|  |                                   |

|  | Fichtensteinpilz (B. edulis)      |
|  |                                   |
|  | Kiefern-Steinpilz (B. pinophilus) |
|  |                                   |

|  | Bronze-Röhrling (B. aereus)       |
|  |                                   |
|  | Sommer-Steinpilz (B. reticulatus) |
|  |                                   |

|  | \| \| Starkriechender Röhrling (Lanmaoa fragrans) \| \| \| \| \| \| Schönfuß-Röhrling (Caloboletus calopus) \| \| \| \| |
|  | |
|  | Flockenstieliger Hexen-Röhrling (Neoboletus erytropus)                                                                  |
|  | |
|  | Starkriechender Röhrling (Lanmaoa fragrans)                                                                             |
|  | |
|  | Schönfuß-Röhrling (Caloboletus calopus)                                                                                 |
|  | |

|  | Starkriechender Röhrling (Lanmaoa fragrans) |
|  |                                             |
|  | Schönfuß-Röhrling (Caloboletus calopus)     |
|  |                                             |

|  | Rosahütiger Röhrling (Rubroboletus rhodoxanthus)  |
|  |                                                   |
|  | Netzstieliger Hexen-Röhrling (Suillellus luridus) |
|  |                                                   |

|  | \| \| Starkriechender Röhrling (Lanmaoa fragrans) \| \| \| \| \| \| Schönfuß-Röhrling (Caloboletus calopus) \| \| \| \| |
|  | |
|  | Flockenstieliger Hexen-Röhrling (Neoboletus erytropus)                                                                  |
|  | |
|  | Starkriechender Röhrling (Lanmaoa fragrans)                                                                             |
|  | |
|  | Schönfuß-Röhrling (Caloboletus calopus)                                                                                 |
|  | |

|  | Starkriechender Röhrling (Lanmaoa fragrans) |
|  |                                             |
|  | Schönfuß-Röhrling (Caloboletus calopus)     |
|  |                                             |

|  | Rosahütiger Röhrling (Rubroboletus rhodoxanthus)  |
|  |                                                   |
|  | Netzstieliger Hexen-Röhrling (Suillellus luridus) |
|  |                                                   |

| Art                                        | Ehemalige Bezeichnungen                                               | Trivialnamen                             | Unterscheidungsmerkmale der Art von Boletus edulis                                                                                                   | Mykorrhiza-Partner                           | Bemerkungen | Bild |
| ------------------------------------------ | --------------------------------------------------------------------- | ---------------------------------------- | --- | -------------------------------------------- | --- | ---- |
| Boletus aereus Bull. (1789)                | B. edulis var. aereus B. edulis subsp. aereus                         | Bronze-Röhrling Schwarzhütiger Steinpilz | besitzt einen fast schwarzbraunen Hut sowie einen bräunlich gefärbten Stiel, Röhren bleiben lange weiß                                               | Eichen, Buchen und Edelkastanien             | bevorzugt wärmere Regionen                                                                                             |      |
| Boletus pinophilus Pilát & Dermek (1973)   | B. edulis var. pinophilus B. edulis subsp. pinophilus                 | Kiefern-Steinpilz Rothütiger Steinpilz   | Hut und Stiel weisen rotbraune Farbtöne auf | Kiefern, manchmal Fichten, Buchen und Tannen | |      |
| Boletus reticulatus Schaeff. (1774)        | B. aestivalis B. edulis var. reticulatus B. edulis subsp. reticulatus | Sommer-Steinpilz                         | besitzt ein ausgeprägtes Stielnetz und einen helleren, ockergrauen Hut, Hutoberfläche filzig, Fleisch unter der Huthaut weiß                         | Eichen, Rotbuche, Edelkastanie               | erscheint bereits ab Juni, in Südwestdeutschland ab Mai                                                                |      |
| Boletus barrowsii Thiers & A.H. Sm. (1976) | B. edulis var. barrowsii                                              | white king bolete                        | Fruchtkörper etwas größer und heller gefärbt, cremefarben mit Pinktönen                                                                              | Nadelbäume, vor allem Gelb-Kiefer            | süßer im Geschmack, bevorzugt warme Regionen: New Mexico, südliches Colorado, mögl. bis in den Westen nach Kalifornien |      |
| Boletus regineus Arora & Simonini (2008)   | B. aereus var. regineus                                               | queen bolete                             | Fruchtkörper meist kleiner, Hut dunkler, jung mit weißlichen Tönen, besitzt eine klebrige Huthaut, Hutrand wird von der Röhrenschicht nicht überragt | Laub- und Mischwald                          | |      |
| Boletus rex-veris Arora & Simonini (2008)  | B. edulis var. rex-veris B. pinophilus var. rex-veris                 | spring king bolete                       | wächst gern in Büscheln, neigt dazu, unter der Erde heranzuwachsen                                                                                   | Nadelbäume, vor allem Kiefern                | erscheint bereits ab Ende Mai                                                                                          |      |

|  | europäische und nordamerikanische Arten |
|  | europäische Arten                       |
|  | nordamerikanische Arten                 |

### Innere Systematik
Bereits seit einigen Jahrzehnten gibt es für Europa eine Großzahl von Unterarten und Varietäten, von denen bis heute die in der obigen Tabelle aufgeführten sogar als eigenständige Arten bestätigt wurden. Zahlreiche der übrigen Taxa lassen sich genetisch nur schwer oder überhaupt nicht unterscheiden. Beispielsweise sind B. persoonii und B. venturii auf diese Weise nicht von B. edulis zu trennen. Somit fallen diese und ähnliche bisher in Europa beschriebenen Arten in die Variabilität von Boletus edulis. Die Varietäten unterscheiden sich vor allem durch die Eigenschaften der Hutdeckschicht (in erster Linie die Form der Endzellen).
| Varietät                                                          | Synonym                                 | Trivialname               | Unterscheidungsmerkmale des Taxons von der Hauptform | Mykorrhiza-Partner                                                       | Bild |
| ----------------------------------------------------------------- | --------------------------------------- | ------------------------- | --- | ------------------------------------------------------------------------ | ---- |
| Boletus edulis var. albus (Pers. 1825) Gilbert                    | Boletus persoonii                       | Weißer Steinpilz          | wie die Hauptform, aber mit völlig weißem Fruchtkörper | Kiefern und Eichen, auf humosen Böden                                    |      |
| Boletus edulis var. arenarius H. Engel, Krieglst. & Dermek (1983) | Boletus arenarius                       |                           | Stielbasis unförmig knollig verdickt, tiefwurzelnd, Stiel zur Basis hin stark gerillt | Kiefern, auf Sandböden                                                   |      |
| Boletus edulis var. aurantio-ruber Dick & Snell (1965)            |                                         |                           | Hut in einem rostroten Ton, Poren färben sich bei Verletzung braun und auf Druck gelboliv, Stielnetz blass zimt-rotweinfarben, bei Druck dunkelbraun bis schwarz | Kiefern                                                                  |      |
| Boletus edulis f. betulicola Wassilkow (1948)                     | Boletus betulicola, Boletus betulicolus | Birkensteinpilz           | meist deutlich blasser, graulich-milchkaffeebraun oder manchmal dunkler, Hut und Stiel etwa gleichfarbig, langstielig | Birken                                                                   |      |
| Boletus edulis var. clavipes Peck (1889)                          |                                         | Gelber Steinpilz          | Hut später am Rand ocker, das danach unregelmäßig zwischen den dunkleren Tönen des Hutes vorhanden ist, so dass der Hut mehrfarbig erscheint (einige Exemplare im Alter gänzlich gelb), Stiel keulenförmig, später zylindrisch, Netz über große Teile des Stiels vorhanden | Kiefern, in den USA vor allem Weymouth-Kiefer, manchmal Birken und Espen |      |
| Boletus edulis var. grandedulis Arora & Simonini (2008)           |                                         | California king bolete    | häufig kräftig ausgebildet, Poren bei Reife braun bis leicht rötlich | vor allem Kiefern, insbesondere Gelb-Kiefer                              |      |
| Boletus edulis var. ochraceus A.H. Sm. & Thiers (1973)            |                                         |                           | Hut gänzlich in gelblichem Farbton | Mischwald                                                                |      |
| Boletus edulis var. citrinus Pelt. ex E.-J. Gilbert (1931)        | Boletus venturii                        | Zitronenhütiger Steinpilz | zitronengelb getönt | unbekannt                                                                |      |

## Bedeutung

### Etymologie
Die Gattungsbezeichnung Bōlētus steht für ‚Röhrling‘ und entstand aus dem lateinischen Begriff boletus als Bezeichnung für den besten Speisepilz der Römer. Dieser Ausdruck hat seinen Ursprung im griechischen Wort bôlos, was so viel wie ‚Knolle‘ bedeutet. Das spezifische Epitheton edulis heißt übersetzt ‚essbar‘.
Die Trivialnamen sind in verschiedenen Sprachen sehr unterschiedlich. Der deutsche Name Fichtensteinpilz ist zum einen damit begründet, dass er meist unter Fichten zu finden ist. Die Bezeichnung Steinpilz entstand wegen des festen Fleisches, das eines der härtesten unter den Pilzen ist. Im Italienischen wird er porcino genannt, was übersetzt ‚Schweinchen‘ bedeutet. Die Herkunft dieses Namens ist unbekannt; bereits von den Römern wurde er suillus (‚Schwein‘) genannt. Der englische Name penny bun entstand im Viktorianischen Zeitalter und heißt auf deutsch so viel wie ‚Penny-Brötchen‘, was auf Form und Farbe des Fichtensteinpilzes zurückgeführt wird. Die weitere englische Bezeichnung cep und der französische Name cèpe entstanden über die Gaskognische Sprache aus dem lateinischen Wort cippus für ‚Pfahl‘. Die niederländische Bezeichnung Gewoon eekhoorntjesbrood bedeutet übersetzt ‚Gemeines Eichhörnchenbrot‘. Die schwedischen Namen karljohan und karljohanssvamp entstanden durch Karl XIV. Johann, der den Fichtensteinpilz ab 1818 in Schweden populär machte und den Menschen die Angst vor Pilzen nahm.

### Speisewert

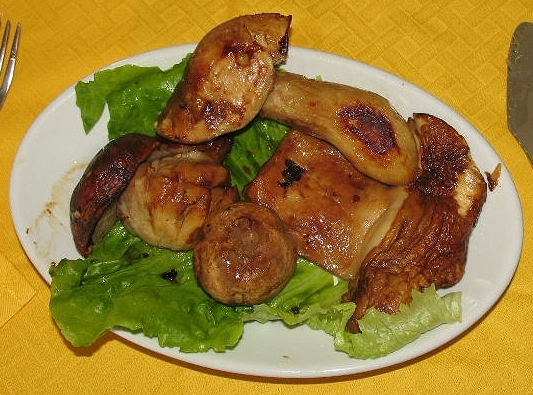
Zubereitete Steinpilze

Der Fichtensteinpilz ist einer der begehrtesten und am meisten gesammelten Speisepilze, wobei alle ähnlichen Arten einen vergleichbaren Speisewert besitzen. Seine Beliebtheit hat der Pilz vor allem durch den intensiven Pilzgeschmack erlangt, der sich auch beim Trocknen und Kochen nicht wesentlich verringert. Er hat ein festes Fleisch, das seine Konsistenz auch nach längerem Kochen nicht wesentlich verliert. Der Pilz kann auf fast alle Arten zubereitet werden; er eignet sich zum Braten, Dünsten und Schmoren, kann aber auch getrocknet oder eingefroren werden. Über den Rohverzehr gibt es allerdings unterschiedliche Auffassungen. Manchmal wird in der Literatur angegeben, der Fichtensteinpilz könne roh gegessen werden. Allerdings wird berichtet, dass er unbehandelt eingenommen sehr starke Magenschmerzen auslöst.
Der Fichtensteinpilz wurde bereits von den Römern geschätzt. Sie setzten ihn aber auch häufig ein, um Politiker oder andere Personen des öffentlichen Lebens durch verstecktes Gift zu ermorden. In der Antike glaubte man, der Fichtensteinpilz besitze Heilwirkungen wie das Beseitigen von Sommersprossen oder anderen Makeln; eine aus dem Pilz hergestellte Salbe wurde zur besseren Heilung von Hundebissen eingesetzt. Der Fichtensteinpilz wird auch in der traditionellen chinesischen Medizin verwendet. Dort ist er beispielsweise Hauptbestandteil einer Pille für die Anregung der Durchblutung sowie zur Entspannung der Muskeln und Gelenke;:44 außerdem wurde der Pilz zur Behandlung verschiedener Magen-Darm-Erkrankungen eingesetzt. In Italien ist das Steinpilz-Risotto ein traditionelles Herbstgericht.
Der Pilz wird unter anderem in Simbabwe gemieden, da er dort häufig unter Kiefern zu finden ist. Diese Baumart wird mit großer Vorsicht betrachtet, da bei ihr auch Giftpilze wie der Fliegenpilz (Amanita muscaria) und der Pantherpilz (Amanita pantherina) zu finden sind.

### Toxikologie
Im Tierversuch wurde gezeigt, dass der Steinpilz bei Verzehr größerer Mengen an mehreren aufeinanderfolgenden Tagen das lebensbedrohliche Vergiftungssyndrom der Rhabdomyolyse auslösen kann. Die Studie hat dies auch für weitere Speisepilze wie z. B. die Birken-Rotkappe (Leccinum versipelle) gezeigt. Aus Polen wird von einer auftretenden Rhabdomyolyse bei einer Person durch den mehrfachen Verzehr eines Mischpilzgerichts aus Rotkappen und Steinpilzen berichtet. Auf den wiederholten Verzehr größerer Mengen an Steinpilzen kurz hintereinander sollte daher verzichtet werden.

### Bestandteile und Inhaltsstoffe
Die in den Fruchtkörpern enthaltene Wassermenge kann je nach Temperatur und relativer Luftfeuchtigkeit während des Wachstums unterschiedlich sein. Außerdem können während der Lagerung durch den Stoffwechsel verschiedene Mengen an Feuchtigkeit produziert werden. Untersuchungen an Fruchtkörpern von Fichtensteinpilzen aus Österreich ergaben, dass diese über 90 Prozent Wasser enthalten. Dieser Anteil ist in allen Teilen des Fruchtkörpers etwa gleich groß und gilt für junge als auch für alte Entwicklungsstadien. Analysen von in Griechenland gesammelten Fruchtkörpern gelangten zu einem Wert wenig unter 90 Prozent. Studien an Exemplaren in der Türkei ergaben einen Wasseranteil von knapp über 80 Prozent.
Der Fichtensteinpilz ist ein sehr guter Träger von Eiweiß; es ist den besten tierischen Eiweißen sehr ähnlich und besonders leicht verdaulich. Darüber hinaus ist er reich an freien Aminosäuren.
Die enthaltenen Fettsäuren sind zu einem Großteil (84,5 %) ungesättigt, wovon etwa die Hälfte mehrfach ungesättigt ist. Dazu zählen die mit 42,2 Prozent aller Fettsäuren insgesamt am stärksten vertretene Linolsäure und die Linolensäure (0,2 %). Unter den enthaltenen einfach ungesättigten Fettsäuren befindet sich die Ölsäure (36,1 % aller Fettsäuren); gesättigte Fettsäuren sind unter anderem die Palmitin- (9,8 %) und die Stearinsäure (2,7 %).
100 Gramm des Fleisches enthalten durchschnittlich fast 500 Milligramm Ergosterol, vor allem in Hut und Hymenophor, sowie knapp 30 Milligramm Ergosterolperoxid. Letzteres hat unter anderem entzündungshemmende und antivirale Wirkungen.
Der Fichtensteinpilz reichert auch Schwermetalle an. Neben giftigen Substanzen wie Cadmium und Blei (siehe den Abschnitt Gesundheitliche Aspekte) wurden im Fruchtfleisch der Fruchtkörper unter anderem Silber (0,02–0,3 %, bezogen auf die Trockenmasse und von Schwermetallen unbelastete Standorte) und Gold (<0,002 %) festgestellt.

### Ertrag

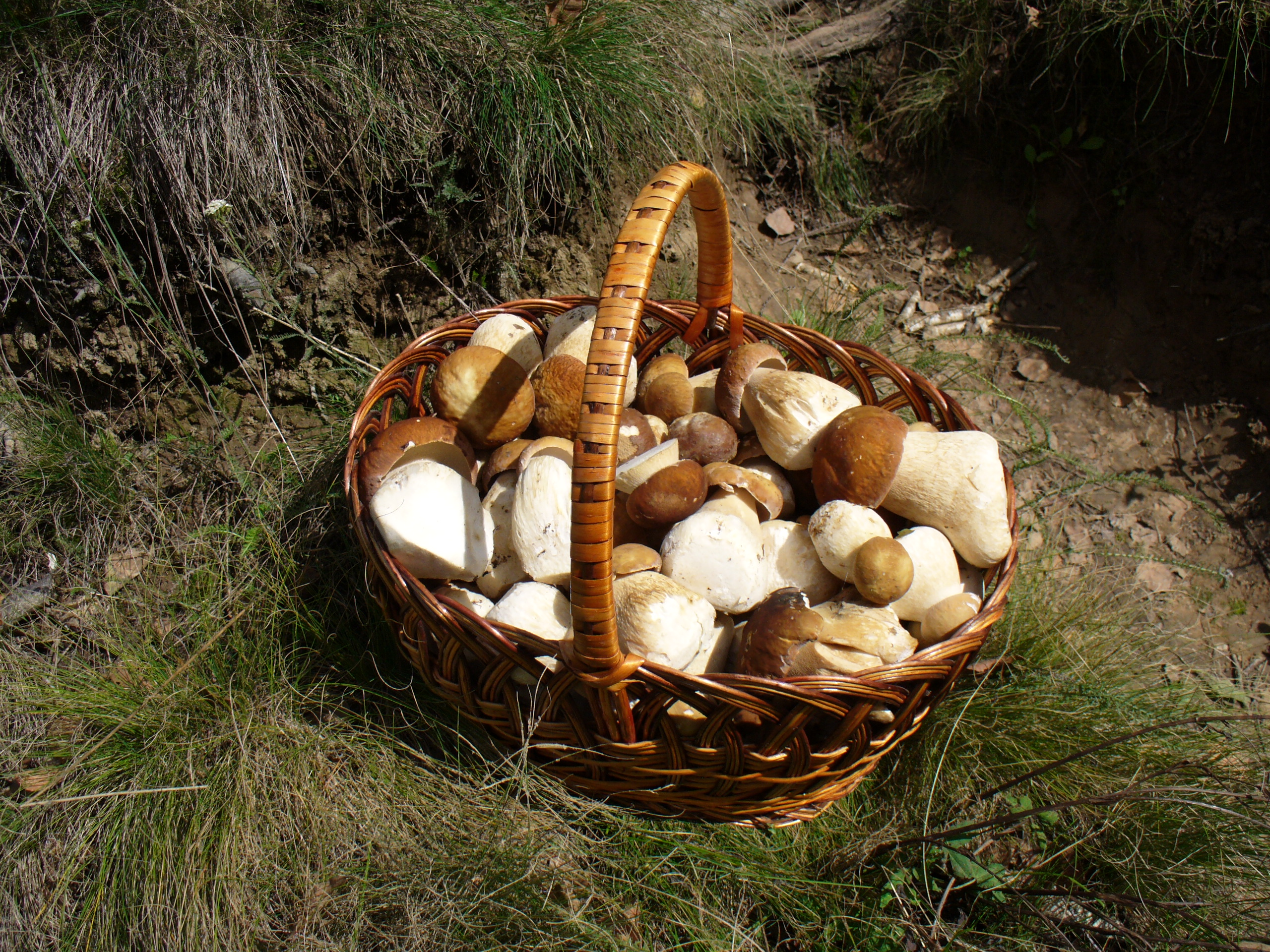
Korb mit gesammelten Steinpilzen

Im Herbst 1995 wurde in Christchurch auf dem Gelände der University of Canterbury eine Sumpf-Eiche untersucht, bei der gleichzeitig fünfzig junge Fruchtkörper mit einem durchschnittlichen Gewicht von 30 Gramm gefunden wurden. Schätzungen zufolge hätte sich das Gewicht der Fruchtkörper im weiteren Wachstum auf 50 bis 120 Gramm erhöht.:47 f. Auch bei zwanzig Jahre alten Hänge-Birken in Christchurch wurden Fruchtkörper mit dem Gesamtgewicht von zwei Kilogramm pro Baum gefunden. Zwar ist der Ertrag in diesen Fällen ungewöhnlich hoch, jedoch werden bei bewirtschafteten Kulturen jährliche Ernten von 20 bis 200 Kilogramm je Hektar für realistisch gehalten.:48

### Kultivierung
Für die Etablierung der Symbiose des Fichten-Steinpilzes mit einem Wirt werden mindestens etwa zehn Millionen Sporen benötigt.:51 Im Labormaßstab ist es bereits gelungen, Pflanzen mit dem Fichten-Steinpilz zu infizieren, jedoch ist der Pilz danach nicht fähig, sich weiterhin mit der Pflanze zu verbinden. Bei einer anderen Methode werden Sämlinge mit dem Pilz infiziert und anschließend aufgezogen.
Der Prozess kann mit Abietinsäure oder mit getrockneten Hüten des Fichten-Steinpilzes, die in der Nähe der Wurzeln des Baumes vergraben werden, verbessert werden.:51, 53 Weitere Untersuchungen haben gezeigt, dass weitere Ektomykorrhiza-Pilze und andere Bodenorganismen im Boden stabile Infektionen ermöglichen.:53

### Markt

#### Konsum

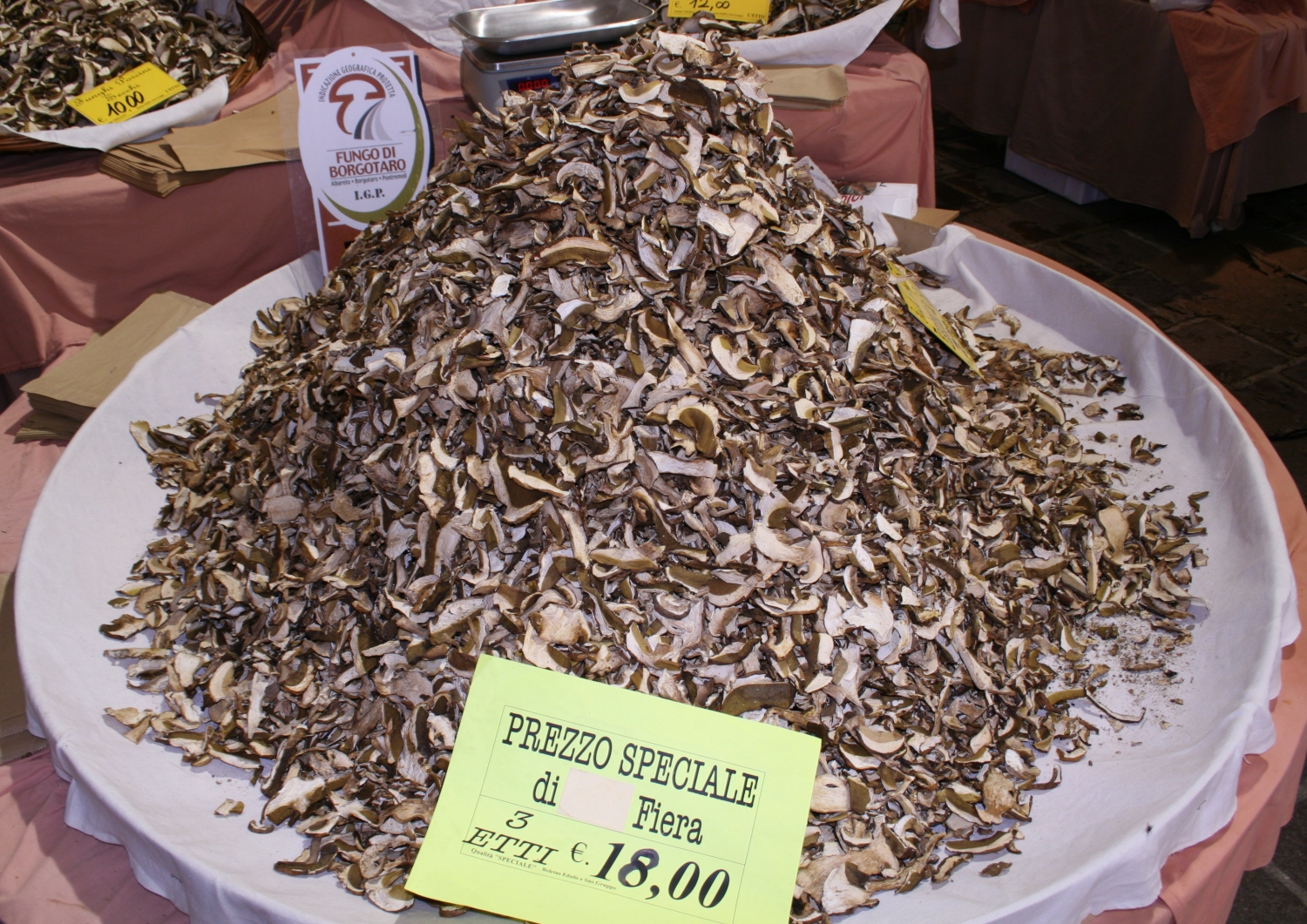
Getrocknete Fichten-Steinpilze auf dem Sagra del Fungo (Pilzfestival) in Borgotaro

Der weltweite Konsum an Steinpilzen, was im engeren Sinne den Fichten-Steinpilz betrifft, wurde im Jahr 1998 auf 20.000 bis 100.000 Tonnen geschätzt.:47 Offiziellen Angaben zufolge wurden 1988 in Italien 2.387 Tonnen (im Wert von rund 28,1 Mrd. ITL) und im Vorjahr in Frankreich 1.049 (ca. 53,5 Mio. FRF) sowie in Deutschland über 1.000 Tonnen (über 10 Mio. DEM) des Pilzes verzehrt.:47 Dabei sind allerdings privat gesammelte und konsumierte Pilze oder direkt an Restaurants verkaufte Ware nicht berücksichtigt, was einen großen Anteil ausmacht. In Italien hat das Interesse an Steinpilzen in den letzten Jahren abgenommen, dennoch ist die Nachfrage sehr hoch, so dass das Angebot überschritten wird. Neben den genannten Ländern verzeichnet Nordamerika einen großen Verbrauch an Steinpilzen.

#### Handel
Im Jahr 1988 waren über 3000 Tonnen Steinpilze in Frankreich, Italien und Deutschland auf dem Markt. Nach Italien, einem der größten Importeure von Fichten-Steinpilzen, werden Pilze aus zahlreichen Ländern importiert, darunter China, mit einem Anteil von etwa 60 Prozent der eingeführten Ware, und Südafrika. Große Mengen kommen auch aus Rumänien, Serbien, Montenegro, Bosnien und Herzegowina sowie Mazedonien. Nach Deutschland wurden unter anderem frische Pilze aus den südlichen KwaZulu-Natal Midlands importiert, um das Angebot im Winter und Frühling zu erhöhen. Die Menge der eingeführten Pilze ist nicht bekannt. Auch getrocknete Pilze wurden aus Südafrika importiert.
Es gibt Massenware an zerbrochenen Hüten, getrocknet oder eingelegt, die als Fichten-Steinpilze ausgeschrieben werden. Dabei sind häufig Hüte von anderen Pilzen, wie dem Gemeinen Birkenpilz, enthalten. In den 1970er-Jahren wurden aus Chile eingelegte Pilze exportiert, bei denen es sich um Butterpilze (Suillus luteus) handelte.:47 In den 1990er-Jahren wurden in Italien unter getrockneten Steinpilzen aus China sogar Gallenröhrlinge (Tylopilus) gefunden; der Anteil betrug bis zu zwei Prozent und mehr, was sich im Pilzgericht durch einen deutlich bitteren Geschmack bemerkbar macht.

#### Kommerzielles Sammeln

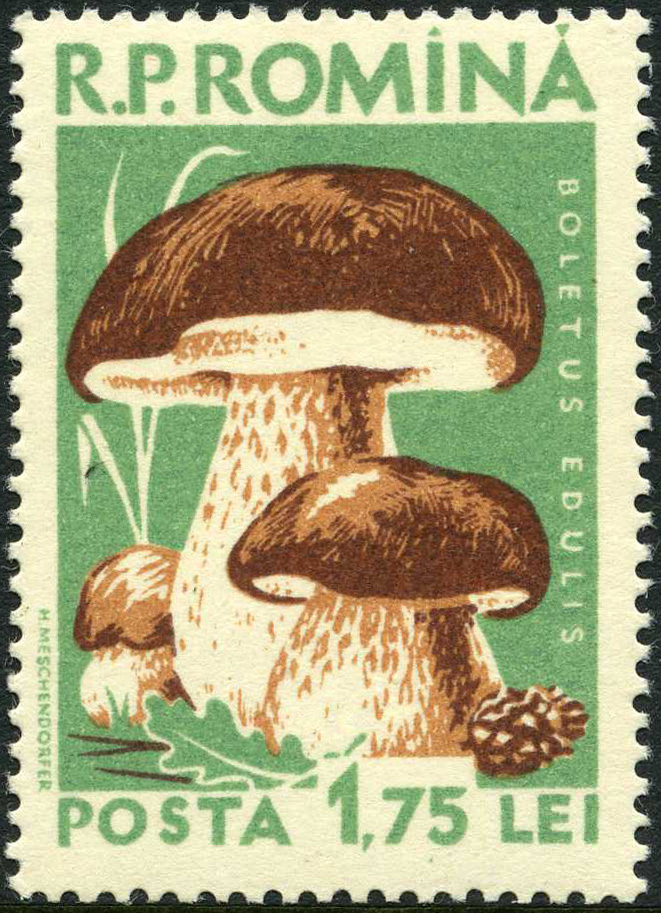
Rumänische Briefmarke von 1958 mit dem Fichten-Steinpilz; sie gibt einen Anhaltspunkt für die Bedeutung des Pilzes für das Land. In der Serie wurden erstmals Pilze auf Briefmarken abgebildet.

Da der Fichten-Steinpilz, wie die meisten Mykorrhiza-Pilze, nicht gezüchtet werden kann, hängt das Angebot im kommerziellen Handel vom Sammeln unplanmäßig gewachsener Fruchtkörper ab. Dabei gibt es die größte Sammeltätigkeit in eher wirtschaftlich schwächeren Ländern, von denen einige auch exportieren; den größten Verbrauch bei geringerer Sammeltradition verzeichnen Länder mit starker Wirtschaft, wo eher für den Eigenbedarf gesammelt wird. Nach dem Öffnen des Eisernen Vorhangs stieg der Export in den Staaten der ehemaligen Sowjetunion, im Balkan und dem ehemaligen Jugoslawien stark an. Große Mengen geerntet werden in Skandinavien, osteuropäischen Ländern, Österreich, der Schweiz, den USA, China, Indien und Indonesien.
Etwa 20 Prozent der Gesamtmenge aller gesammelten Pilze dienen dem privaten Gebrauch, der Rest wird kommerziell gesammelt. Die Sammler kommen aus der niedrigen bis mittleren Einkommensklasse und sind meist Frauen; die Hälfte ist in einem Alter zwischen 50 und 60 Jahren.
In Polen ist der Fichten-Steinpilz der am meisten gesammelte Speisepilz. In der italienischen Region Casentino besteht ein großer Teil der wirtschaftlichen Einnahmen aus der Ernte dieses Pilzes. In Deutschland steht er seit 1986 unter eingeschränktem Naturschutz und darf nur in kleinen Mengen für den eigenen Bedarf gesammelt werden. Als Richtgröße gilt ein Kilogramm pro Person und Tag. Der Handel mit in Deutschland gesammelten Steinpilzen ist verboten. In Österreich und der Schweiz sind das Sammeln und der Verkauf gestattet, allerdings dürfen höchstens zwei Kilogramm gesammelt werden.  Im österreichischen Bundesland Kärnten ist das Sammeln zudem nur vom 15. Juni bis zum 30. September erlaubt. In einigen Kantonen der Schweiz und in Liechtenstein, ist das Sammeln der Pilze in den ersten Tagen des Monats verboten und es existieren Mengenbegrenzungen.

#### Marktwert
Der Preis kann je nach Qualität, Frischegrad, Konservierungszustand und Saison in den USA zwischen 10 und 200 US-Dollar pro Kilogramm liegen (1997), in Deutschland bis zu 120 Mark (rd. 60 Euro) und in Frankreich bis zu 100 Francs (rd. 15 Euro; 1991).:47 Auf kleineren Märkten wie Neuseeland beträgt der Preis bis zu 80 NZ-Dollar, kann aber auch erheblich sinken, wenn das Angebot hoch ist oder große Mengen an Birkenpilzen vorhanden sind, die als Ersatz für den Fichten-Steinpilz dienen.:47 In Borgotaro (Provinz Parma), dem bedeutendsten Ort für das Angebot der Pilze in Italien, wurden zwischen Juli und September 2005 Steinpilze im Wert von vier Millionen Euro verkauft.
Getrocknete, gefrorene oder eingelegte Exemplare oder Teile davon erzielen den geringsten Preis. Vorzüge bietet diese Form der Konservierung außerdem wegen recht geringer Unterschiede in der Qualität und der Möglichkeit des ganzjährigen Angebots. Daher werden solche Pilze unter anderem von Herstellern von Fertiggerichten, beispielsweise für Pilzsuppen oder Eintöpfe, verwendet.

### Gesundheitliche Aspekte
Importe nach Deutschland, vor allem solche aus osteuropäischen Ländern, werden auf Radioaktivität untersucht, da in der Vergangenheit sehr hohe Belastungen festgestellt wurden; Ursache dafür ist vor allem der Reaktorunfall von Tschernobyl im April 1986. Auch in Mitteleuropa, vor allem in Südbayern, im Bayerischen Wald und in großen Teilen Österreichs, sind Steinpilze radioaktiv belastet; teilweise wurden über 10.000 Becquerel je Kilogramm festgestellt. Allgemein ist die Belastung bei Steinpilzen mit meist weniger als 200 Becquerel pro Kilogramm nicht zu hoch und deutlich geringer als beispielsweise bei Maronen-Röhrlingen. In der Europäischen Union und in der Schweiz beträgt der Grenzwert für die radioaktive Belastung 600 Becquerel pro Kilogramm.
Ein weiteres gesundheitliches Risiko bildet die Belastung mit Schwermetallen, da Steinpilze zu den Arten gehören, die Schwermetalle anreichern können. 100 Gramm des Fichten-Steinpilzes können zwischen 0,1 und 0,2 Milligramm Cadmium und 0,08 bis 0,5 Milligramm Blei enthalten. Er kann die Schadstoffe tolerieren, weil er Phytochelatine bildet, die sie binden und damit entgiften.
Der Fichten-Steinpilz kann in seltenen Fällen durch Inhalation, Einnahme oder Kontakt allergische Reaktionen hervorrufen, die durch den Antikörper Immunglobulin E verursacht werden; dieser wird von einem verdauungsstabilen Protein ausgelöst. In äußerst seltenen Extremfällen kann der Genuss des Steinpilzes zu lebensbedrohlichen Reaktionen führen.